# Bataille de Hasselt (1798)
Pour les articles homonymes, voir Bataille de Hasselt.
Guerre des Paysans
Batailles
- Saint-Nicolas
- 1er Boom
- Merchtem
- Zele
- Malines
- 2e Boom
- Hooglede
- Moorslede
- Zonnebeke
- 1er Diest
- 1er Louvain
- Alost
- Turnhout
- Enghien-Hal
- Hérinnes
- Audenarde
- Leuze
- 2e Louvain
- Ingelmunster
- Duffel
- Herentals
- Arzfeld
- Clervaux
- Amblève
- Stavelot
- Pollare
- Londerzeel
- Kapelle-op-den-Bos
- Bornem
- Meerhout
- 2e Diest
- 3e Diest
- Mol
- Jodoigne
- Marilles
- Beauvechain
- Hélécine
- Kapellen
- Meylem
- Hasselt

La bataille de Hasselt se déroule le 5 décembre 1798 pendant la guerre des Paysans. Les Français y remportent une victoire décisive qui marque la fin de l'insurrection.

## Prélude
Après leur défaite au combat de Mol, les insurgés de la Campine se replient vers Limbourg, en direction de l'est. L'objectif des rebelles est alors de soulever la population des environs de Maastricht et de s'emparer de cette citadelle qui leur offrirait une excellente position défensive. Par ce mouvement ils se rapprochent également de la frontière et espèrent une intervention des forces de la Coalition. Quelques jours plus tôt, à Diest, les insurgés avaient pris contact avec des habitants de Maastricht favorables à leur cause. Ces derniers leur avaient alors assuré que les trois quarts de la population de cette ville leur étaient acquis et promettaient une insurrection contre les Français pour le 15 décembre.
La marche des rebelles sur Maastricht surprend les républicains mais ceux-ci se lancent aussitôt à leur poursuite. Le 4 décembre le général de brigade Jardon, à la tête la 66e demi-brigade et du 20e régiment de chasseurs à cheval quitte Louvain et se porte en direction de Diest,.
Caché quelques jours à Testelt pour soigner ses blessures, Van Gansen rejoint les insurgés qui le proclament commandant en chef. Les paysans de la Campine de Van Gansen reçoivent ensuite le renfort de l'armée du Hageland menée par Eelen ainsi que des rebelles du Brabant wallon commandés par Antoine Constant. D'autres bandes, venues pour la plupart du Brabant, se joignent encore aux insurgés.
Ainsi rassemblée et forte de 3 000 à 4 000 hommes, l'armée paysanne insurgée part de Alken le 3 décembre et arrive à Hasselt le 4. À cette nouvelle, le commissaire de la ville tente de soulever la population mais il ne parvient à mobiliser que deux gendarmes et une demi-douzaine de volontaires. Les défenseurs tentent de résister près de l'église Notre-Dame. Un gendarme et un soldat français sont tués, les autres s'enfuient et quelques-uns sont faits prisonniers. La ville est prise vers 10 heures ou midi, les fonctionnaires de la République prennent la fuite et les papiers de l'administration sont pillés et dispersés,,.

## Déroulement

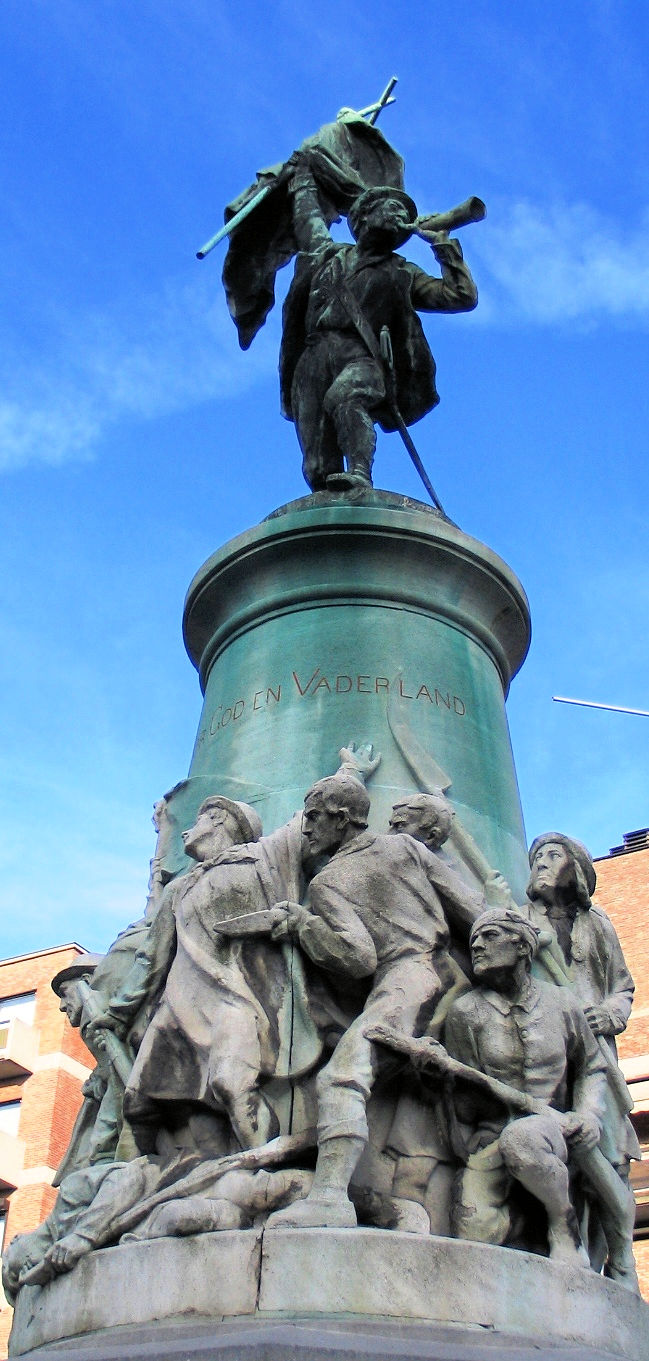
Monument de la guerre des Paysans à Hasselt.

Maîtres de la place, les paysans tentent de s'y fortifier en renforçant les murailles de la ville, cependant ces dernières sont en ruine et les fossés peu profonds. Les portes de Curange au nord-ouest, de Campine au nord et de Maastricht au sud-est sont barricadées avec des chariots et des pavés, seule la porte de Liège ou Saint-Trond au sud-ouest est laissée libre pour assurer une voie de repli en cas de défaite. Le soir du 4 décembre les insurgés se ressemblent sur la grand'place centrale près de l'église de Notre-Dame où le curé d'Haesendonck leur donne l'absolution,.
Le 5 décembre, venu de Tirlemont, l'adjudant-général Lacroix arrive le premier devant Hasselt avec 250 hommes. Les insurgés font une sortie par la porte de Curange. Mais à 10 heures, les forces de Jardon arrivent à leur tour avec de l'artillerie et se déploient au nord et à l'ouest de la ville. Peu après le général Gency, commandant de la garnison de Maastricht attaque à l'est avec des cavaliers du 3e régiment de hussards et du 10e régiment de chasseurs à cheval accompagnés d'une pièce d'artillerie,.
De 10 heures du matin à 4 heures de l'après-midi, les Français lancent quatre assauts que les insurgés parviennent à contenir. Cependant les pièces d'artillerie finissent par venir à bout des barricades placées devant les portes. Enfoncée par les boulets des canons, la porte de la Campine est la première à tomber malgré une forte résistance. Elle est suivie de celle de Curange, puis Gency s'empare de la porte de Maastricht. Alors que le combat s'engage au corps à corps à l'intérieur de la ville, les chefs rebelles décident de battre en retraite par la seule entrée encore libre, celle de la route de Saint-Trond au sud-ouest,,.
Les paysans rassemblent alors leurs prisonniers : ceux capturés lors de la prise de Hasselt, ainsi que les 60 soldats pris par Eelen à Kapellen. Les insurgés les placent devant eux, comme boucliers humains, et font une sortie. Certains rebelles s'enfuient alors vers Tongres et Liège au sud-est, et d'autres par la route d'Alken au sud-ouest. Cependant les cavaliers de Gency, renseignés par un habitant, parviennent à trouver leur chemin dans les ruelles, à atteindre la porte de Saint-Trond et à couper une partie des insurgés du gros de l'armée. Les derniers rebelles, bloqués à l'intérieur de la ville, sont tués ou faits prisonniers. Les cavaliers de Jardon et de Gency se lancent ensuite à la poursuite des fuyards qui sont rattrapés à Klein Lindeke. La retraite des insurgés se transforme en déroute, des centaines de paysans sont tués sur les routes au sud de Hasselt, certains sont exécutés sommairement. Van Gansen résiste un moment avec quelques hommes aux vergers du Grand et du Petit-Hilst, sur la route d'Alken, mais il est également mis en fuite. La tombée de la nuit met fin aux combats et les républicains arrêtent leur poursuite à Kortessem,,.
| « Je suis arrivé à Hasselt vers les dix heures du matin, au moment où les brigands venaient de faire une sortie sur la colonne de l'adjudant général Lacroix, qui y était arrivé avant moi, à cause des mauvais chemins que j'avais eus pour une pièce de quatre, qui était sous mes ordres. Aussitôt que je fus arrivé, nous nous concertâmes ensemble, et, ayant reconnu la ville, nous la serrâmes de plus près et nous étendîmes notre front, au moment où une colonne nous arriva de Maestricht avec une pièce de canon. Alors les brigands, se voyant à peu près entourés, prirent le parti d'évacuer. Nous les joignîmes à la porte de Liége et nous les avons poursuivis jusqu'à Cortessem. Depuis Hasselt jusqu'à une lieue plus loin, les campagnes étaient jonchées de leurs morts. Hier j'en supposais le nombre à 500, mais aujourd'hui je le mets à 800. Nous leur avons fait une centaine de prisonniers, et l'on est occupé en ce moment à faire des visites domiciliaires; ce qui, je crois, nous en procurera encore autant. Nous leur avons pris un drapeau blanc traversé d'une croix rouge. » — Rapport du général de brigade Henri Antoine Jardon au général de division Micas, le 6 décembre 1798. |

| « Citoyens administrateurs. Je vous annonce avec la plus grande satisfaction que les troupes que j'ai fait partir de Louvain, le 14 de ce mois, sous les ordres du général de brigade Jardon et de l'adjudant général Lacroix, ont attaqué les insurgés près de Hasselt. Les troupes républicaines ont donné sur eux avec une telle bravoure qu'après une première défaite ils ont été forcés de se réfugier en désordre dans la ville de Hasselt. Assaillis pour la seconde fois, ils ont abandonné la ville ; mais ils ont subi une défaite complète sur la route de Tongres, où, en s'enfuyant vers cette ville, ils ont laissé plus de sept cents morts sur place. Le sol était couvert de leurs cadavres, sur une étendue de plus d'une lieue. Le reste des brigands a jeté bas les armes. On leur a pris leur caisse, leurs bagages, plusieurs tambours et un drapeau marqué d'une croix rouge. On a reconnu plusieurs prêtres parmi les morts. « Le célèbre chef des insurgés, Constantin de Roumiroir, agent municipal de cette commune, et nombre d'autres officiers ont été faits prisonniers. Différentes sortes de drapeaux, des chasubles et d'autres vêtements sacerdotaux, leur ont été pris, de même que deux chariots de munitions. Vive la république! Salut et fraternité. » — Rapport du général de division Claude-Sylvestre Colaud, à l'administration centrale du département des Deux-Nèthes, le 15 décembre 1798. |

## Les pertes
Le 6 décembre, le général Jardon écrit au général Micas à propos des pertes des rebelles : « Hier, j'en supposais le nombre à 500, mais aujourd'hui, je le mets à 800. ».
Deux jours plus tard, l'adjudant-général Lacroix écrit au général Colaud : « En comptant à 600 ce nombre des brigands qui ont mordu la poussière, je n'étais pas encore certain de leur perte générale ; on peut sans exagérer porter à 1 000 le nombre de leurs morts. »
Le 15 décembre, le général de division Colaud, commandant en chef des départements réunis , déclare que les pertes des rebelles sont de 700 morts, 800 blessés et 100 prisonniers.
Les estimations des généraux français sont souvent exagérées. Selon le registre paroissial de Hasselt plus de 200 hommes ont été tués à l'intérieur et à l'extérieur de la ville. Un manuscrit de la famille Geldrop évoque également 200 morts dans les combats et indique que très peu de soldats français ont été tués. Cependant les pertes des rebelles ont pu s'alourdir dans les jours qui ont suivi les combats, selon le témoignage d'un habitant, nommé Hebbe, les corps des insurgés sont restés cinq jours sur le champ de bataille et les blessés ont été abandonnés à leur sort.
Les généraux français n'ont pas fait mention dans leurs rapports, des pertes de leurs troupes. Selon le manuscrit Geldrop, les pertes françaises sont faibles. D'après le témoignage de Pelckmans, un habitant de Louvain, sept charrettes de blessés venues de Hasselt, Diest et Aarschot sont ramenées à l'hôpital de Louvain après la bataille.
Pour l'historien Paul Verhaegen, le nombre des prisonniers est plus précisément de 106, dont Antoine Constant.
Les insurgés pris à Hasselt sont conduits à Bruxelles, 21 d'entre eux, âgés de 18 à 25 ans et originaires des départements de Dyle et des Deux-Nèthes, sont condamnés à mort par un tribunal militaire pour avoir été pris les armes à la main. Ils sont fusillés à Bruxelles le 17 février 1799, entre la porte de Louvain et la porte de Shaerbeek.